# Мать (фильм, 1952)
«Мать» (яп. おかあさん: окасан; англ. Mother) — японский чёрно-белый фильм-драма, поставленный режиссёром Микио Нарусэ в 1952 году. В главной роли популярная звезда японского кинематографа XX века Кинуё Танака. Именно с этой работы начался новый взлёт в режиссёрской карьере 47-летнего Нарусэ.

## Сюжет
Кинолента начинается с закадрового голоса молодой девушки по имени Тосико, которая рассказывает о своей семье Фукухара, представляя каждого её члена. У семьи когда-то  была своя прачечная, сгоревшая во время бомбёжек Второй мировой войны, но всё семейство усердно работает, желая открыть новое заведение по стирке и чистке одежды. Старший сын Сусуму, работавший в магазине бархатных тканей, заболевает и вскоре умирает. Через некоторое время заболевает и глава семейства. Он ненадолго переживёт своего сына. Тяжким бременем ложатся домашние заботы и работа в открытой заново прачечной на оставшуюся без мужа Масако. Ей приходится заботиться о своих двух дочерях и племяннике. Младшую дочь Хисако хотят забрать к себе бездетные близкие родственники. А самый маленький ребёнок в семействе, Тэцуо не сын Масако, она взяла его на воспитание у своей сестры Норико, репатриированной из Маньчжурии и озабоченной обустройством своей новой жизни в Японии.
На первых порах Масако помогает в прачечной друг умершего мужа Кимура, недавно вернувшийся из советского лагеря для военнопленных. Когда соседи начинают поговаривать о возможном замужестве Масако на Кимуре, эти слухи больно ранят сердце юной Тосико. Но спустя некоторое время мать уже сама в состоянии вести хозяйство, а в прачечную ей привели в подмастерье молодого юношу из сельской местности, так что Кимура покидает их, собираясь открыть своё собственное дело. Мать теперь задумывается о будущем Тосико. Она хочет, чтобы её дочь получила образование и удачно вышла замуж. У Тосико уже есть кандидат в мужья, — соседский парень Синдзиро, но девушка ещё не решила насчёт него. После того, как мать Тэцуо заберёт и его, Тосико остаётся с матерью вдвоём. Казалось бы, их жизнь теперь потекла спокойно, но в глубине души у девушки возникает сомнение — действительно ли счастлива её мать?

## В ролях
...Зря поклонники «Матери» во Франции сравнивали её с работами итальянского неореализма, а противники — с якобы «псевдонародными фильмами Жан-Поля Ле Шануа», причём те и другие были согласны, что японская лента слишком сентиментальна. Но Нарусэ добился тут искусного сочетания лирики и юмора, нежности и иронии, драматического исхода событий и деликатной сдержанности в проявлении чувств, бытописательской реалистической манеры и прояснённой магии кино, которая возникает будто из воздуха.
- Кинуё Танака — Масако Фукухара
- Кёко Кагава — Тосико Фукухара
- Эйдзи Окада — Синдзиро
- Масао Мисима — Рёсаку Фукухара
- Акихико Катаяма — Сусуму Фукухара
- Дайсукэ Като — дядя Кимура
- Кэйко Энами — Хисако Фукухара
- Эйко Миёси — бабушка
- Ёносукэ Тоба — Наосукэ Фукухара
- Ацуко Итиномия — Коё Фукухара
- Тиэко Накакита — Норико, сестра Масако
- Такаси Ито — Тэцуо Курихара, сын Норико
- Дзэко Накамура — Синдзо Хираи
- Норико Хонма — Мино Хираи
- Садако Савамура — О-Сэи

## Премьеры
- Япония — национальная премьера фильма состоялась 12 июня 1952 года[3].
- — впервые показан российскому зрителю 8 мая 2001 года в рамках ретроспективы фильмов Микио Нарусэ в Москве (в зале Сергея Эйзенштейна Музея Кино)[4].

## Награды и номинации
Кинопремия «Голубая лента»
- 3-я церемония награждения (за 1952 год)[5]

- премия за лучшее исполнение мужской роли второго плана — Дайсукэ Като (ex aequo — «Араки Матаэмон: Дуэль на перекрестке у лавки ключей»).
- премия лучшему режиссёру 1952 года — Микио Нарусэ (ex aequo — «Молния»).

Кинопремия «Майнити»
- * 7-я церемония награждения 1953 (за работы 1952 года)[6].

Выиграны:
- премия за лучшее исполнение мужской роли второго плана — Дайсукэ Като (ex aequo — «Араки Матаэмон: Дуэль на перекрестке у лавки ключей»).
- премия за лучшее исполнение женской роли второго плана — Тиэко Накакита (ex aequo — «Цветущий холм», реж. Ясуки Тиба и «Молния», реж. Микио Нарусэ).
- премия за лучший саундтрек — Итиро Сайто (ex aequo — «Секрет», «Женщина Сайкаку» и «Молния»).

Премия журнала «Кинэма Дзюмпо» (1953)
- Номинация на премию за лучший фильм 1952 года, однако по результатам голосования кинолента заняла лишь 6 место.